# Brigita Schmögnerová
Ing. Brigita Schmögnerová CSc. (* 17. listopadu 1947 Bratislava) je slovenská ekonomka, úřednice Evropské banky pro obnovu a rozvoj, bývalá politička, v roce 1994 místopředsedkyně vlády Jozefa Moravčíka, v letech 1998–2002 ministryně financí Slovenska v první vládě Mikuláše Dzurindy za SDĽ, poslankyně Národní rady SR za SDĽ, později za odštěpeneckou formaci Sociálnodemokratická alternatíva.

## Biografie
V letech 1966–1971 studovala na VŠE v Bratislavě, kde následně v letech 1971–1976 působila jako odborná asistentka na Katedře ekonomicko-matematických metod Fakulty řízení, pak v roce 1976 v rámci postgraduálního studia absolvovala obor matematická statistika na Přírodovědecké fakultě Univerzity Komenského. V letech 1976–1979 získala na VŠE v Bratislavě titul kandidáta ekonomických věd. Pracovala potom coby vedoucí odboru pro makroekonomii v Ekonomickém ústavu Slovenské akademie věd.
Po sametové revoluci se politicky angažovala. V letech 1990–1992 jako poradkyně místopředsedy vlády a odborná poradkyně v komisích Ministerstva průmyslu Slovenské republiky. V období březen–prosinec 1994 zastávala post místopředsedkyně vlády Jozefa Moravčíka pro hospodářství.
V slovenských parlamentních volbách roku 1994 byla zvolena do Národní rady SR za SDĽ, respektive za levicovou koalici Spoločná voľba. V SDĽ od roku 1995 zastávala funkci místopředsedkyně, nejdříve pro ekonomickou a sociální politiku, pak pro hospodářství. Na jaře 1998 ji navrhli poslanci SDĽ na funkci prezidentky Slovenské republiky do třetího kola prezidentských voleb. Poslanecký mandát za SDĽ obhájila v parlamentních volbách roku 1998. V období říjen 1998 – leden 2002 působila na postu ministryně financí SR v první vládě Mikuláše Dzurindy. Počátkem roku 2002 byla pro neshody s vedením SDĽ vytlačena z postu ministryně financí. Stranu opustila a spolu s dalšími odpadlíky (například Peter Weiss) založila formaci Sociálnodemokratická alternatíva, která se prezentovala jako moderní nepopulistická strana sociálně demokratického typu.
V následujících letech ale aktivní politiku opustila. V roce 2002 se stala výkonnou tajemnicí Evropské hospodářské komise při OSN a od 1. září 2005 nastoupila na pozici členky senior managementu Evropské banky pro obnovu a rozvoj, kde zastávala až do roku 2010 post viceprezidentky.
Je vdaná a má syna.